# کاخ رغدان
کاخ رغدان (عربی: قصر رغدان)، اولین سازه هاشمی در اردن، توسط ملک عبدالله اول، بنیانگذار این کشور، ساخته شد. ملک عبدالله اول پس از ورود به امان، در ابتدا در خانه‌ای ساده به سبک عثمانی در نزدیکی تئاتر رومی اقامت گزید. او همچنین از منطقه‌ای در بالای تپه در مارکا برای استقبال از هیئت‌ها و برگزاری جشن‌ها استفاده کرد.
پس از مذاکرات موفقیت‌آمیز با بریتانیا که منجر به به رسمیت شناختن دولت مستقل در فرااردن توسط آنها شد، ملک عبدالله اول در سال ۱۹۲۴ مکانی مرتفع را برای ساخت یک اقامتگاه رسمی سلطنتی مشرف به مرکز شهر امان انتخاب کرد. این همزمان با اولین مرمت هاشمی بود. این کاخ "رغدان" نامگذاری شد که نمادی از رفاه و آسایش است و امید و خوش‌بینی را در خود جای داده است. طراحی کاخ به گونه‌ای بود که هم شکوه و هم سادگی را منعکس کند و در عین حال با اهمیت تاریخی شهر هماهنگ باشد. پنجره‌های شیشه‌ای رنگی کاخ از سبک مسجد الاقصی الهام گرفته شده بودند.